# Arqueanáctidas
Los Arqueanáctidas (en griego antiguo: Αρχαιανακτίδαι) fueron los miembros de una dinastía que reinó del año 480 al 438 a. C. en el Reino del Bósforo. La dinastía reagrupó polis (ciudades griegas) de la Táurica, probablemente para hacer frente a la amenaza de los pueblos escitas.
La dinastía se compuso de cuatro dinastas llamados Arqueánax (el fundador epónimo), Perisades, Leucón y Sagauro, que habrían sido arcontes hereditarios consecutivos de Panticapea, de quienes no se tiene detalles sobre sus lazos de parentesco.
Las monedas acuñadas por los arqueanáctidas llevaban la leyenda en griego antiguo: «ΑΠΟΛ». Los Arqueanáctidas fueron sucedidos por la Dinastía Espartócida en 438 a. C. Esta, a su vez, fue sucedida por la Dinastía Póntica en 108 a. C.